# Maria Lacerda de Moura
Maria Lacerda de Moura (Minas Gerais, 1897 - Río de Janeiro, 1945) fue una anarquista individualista y feminista, activista de los medios políticos, literarios y culturales brasileños, escritora polémica, oradora prestigiosa de las primeras décadas del siglo XX.
Se licenció en la Escuela Normal de Barbacena en 1904, se interesó por las ideas anticlericales y pedagógicas de los anarquistas, especialmente las de Francisco Ferrer Guardia, fusilado por el gobierno español en 1909.
Luego pasó a vivir en São Paulo desde donde escribió numerosos artículos y libros criticando con acerbo a la moral sexual burguesa, denunciando la opresión sexista ejercida sobre las mujeres, ricas o pobres. Entre los temas elegidos por la escritora, nos encontramos la educación sexual de las jóvenes, la virginidad, el amor libre, el derecho al placer sexual, el divorcio, la maternidad consciente y la prostitución, asuntos poco discutidos por las mujeres de su época. e antivivisseccionista.
Publicó artículos en varios periódicos, sobre todo en la prensa anarquista brasileña, argentina, uruguaya y española y lanzó en 1923 la revista Renascença, especializada en las cuestiones sobre la formación intelectual y moral de las mujeres. Del mismo modo, publicó varios ensayos, algunos de los cuales: Em torno da educação (1918); A mulher moderna e o seu papel na sociedade atual (1923); Religião do Amor e da Beleza (1926); Han Ryner e o amor plural (1928); Amai e não vos multipliqueis (1932); A mulher é uma degenerada ? (1932) et Fascismo: filho dileto da Igreja e do Capital(s/d).
Es considerada una de las pioneras del feminismo en Brasil, fundó en 1921 la Federación Internacional Feminista. Anarquista y feminista, también se unió a los movimientos obreros y sindicales de su época. 
Entre 1928 y 1937, esta activista libertaria formó parte de una comunidad en Guararema (en una comuna anarquista formada por pensadores y exiliados) correspondiente al periodo más intenso de su actividad intelectual. Describió la experiencia de esa época de este modo «libre de escuelas, libre de iglesias, libre de dogmas, libre de academias, libre de muletas, libre de prejuicios gubernamentales, religiosos y sociales.». Debido al gobierno represivo de Getúlio Vargas tuvieron que abandonar la comunidad y ella fue a vivir a Río de Janeiro donde se dedicó a la locución radial y a varias actividades hasta su muerte.

## Trabajos selectos
- "A fraternidade na escola" (1922)
- "A mulher hodierna e o seu papel na sociedade" (1923)
- "A mulher é uma degenerada?" (1924)
- "Religião do amor e da beleza" (1926)
- "Amai-vos e não vos multipliqueis" (1931)
- "Han Ryner e o amor no plural" (1933)